# KY الدجاجة
كي واي الدجاجة (بالإنجليزية: KY Cygni)‏ عملاق أحمر ضخم تصنيف نجمي M3.5Ia يقع في كوكبة الدجاجة وهو واحد من أكبر النجوم المعروفة، مع قطر يقدر 1420 نصف قطر الشمس وهو أيضا من اشد النجوم ضياء 300،000 مرة أو أكثر من لمعان الشمس يقدر بعدة عنا بحوالي 5.200 سنة ضوئية.
يقع كي واي الدجاجة بالقرب من العنقود المفتوح مسييه 29 ، ولكن لا يعتقد انة عضو في العنقود .فموقعة اقرب إلى نجم صدر الدجاجة . تم التعرف عليه كنجم متغير في عام 1930, وسمي فيما بعد باسم كي واي الدجاجة.